# Dactylopodida
Dactylopodida – rząd ameb należących do supergrupy Amoebozoa w klasyfikacji Cavaliera-Smitha. Klasyfikacja Adl'a traktuje Euamoebida jako klad.

## Klasyfikacja Cavaliera-Smitha
Należą tutaj następujące rodziny i rodzaje według Cavaliera-Smitha:
- Rodzina Paramoebidae Poche, 1913
  - Rodzaj Paramoeba Schaudinn, 1896
  - Rodzaj Korotnevella Goodkov, 1988
  - Rodzaj Neoparamoeba Page, 1987[3]
  - Rodzaj Pseudoparamoeba Page, 1979[3]

- Rodzina Vexilliferidae Page, 1987
  - Rodzaj Vexillifera

## Klasyfikacja Adl i inni 2012
W klasyfikacji Adl'a wyróżniamy następujące rodzaje:
- Korotnevella
- Neoparamoeba
- Paramoeba
- Pseudoparamoeba
- Squamamoeba
- Vexillifera

Dodatkowo są tutaj następujące rodzaje, których przynależność do tego kladu jest niepewna:
- Boveella
- Dactylosphaerium
- Oscillodignum
- Podostoma
- Strioluatus
- Subulamoeba
- Trienamoeba